# Brehy
Brehy (deutsch Hochstätten, Hochstein oder Hohenmaut, ungarisch Magasmart – bis 1898 Magosmart – älter Magospart) ist eine Gemeinde in der Mittelslowakei mit 977 Einwohnern (Stand 31. Dezember 2024), die zum Okres Žarnovica, einem Kreis des Banskobystrický kraj gehört.

## Geographie

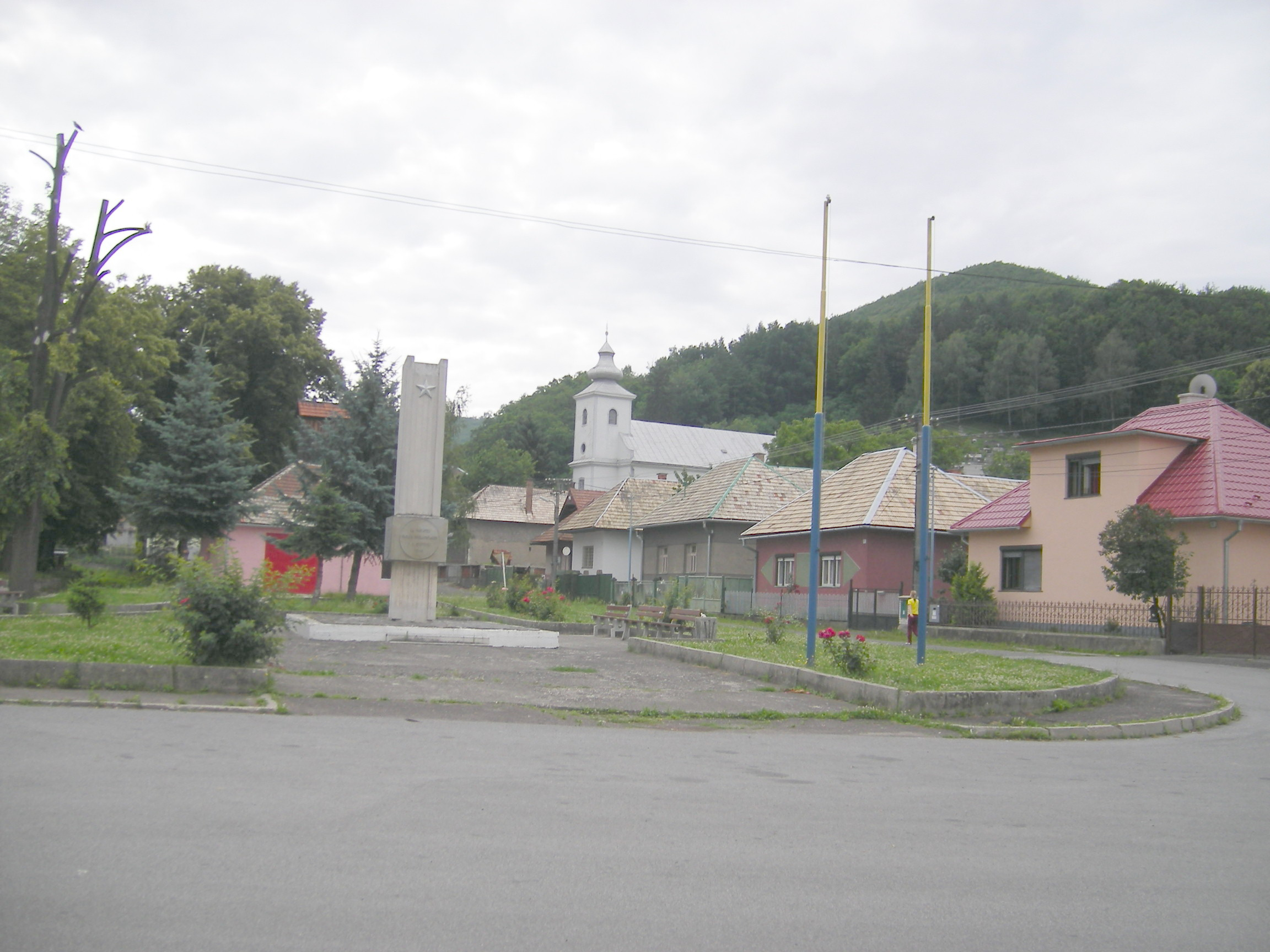
Blick auf den Ort

Die Gemeinde befindet sich im engen Tal des Hron (deutsch Gran) beim Zusammenfluss mit dem Bach Obecný potok, zwischen den Gebirgen Štiavnické vrchy im Osten und Pohronský Inovec im Westen. Das Ortszentrum liegt auf einer Höhe von 221 m n.m. und ist nur drei Kilometer von Nová Baňa entfernt.

## Geschichte
Der Ort wurde zum ersten Mal 1283 als Mogosmorth schriftlich erwähnt und war anfangs ein zu Edelmännern gehörendes Dorf, ehe es 1391 an das Spital der Hl. Elisabeth im benachbarten Königsberg (heute slowakisch Nová Baňa) geschenkt wurde. Später gehörte der Ort der Stadt Königsberg. Im Gemeindegebiet gab es einst Silber- und Goldbergwerke. 
Landwirtschaft als Beschäftigung war eher limitiert, im Gegensatz dazu waren aber Handwerk und Töpferei mehr verbreitet. Trotzdem pendelten viele Einwohner zur Arbeit in die Gegend von Levice und Nové Zámky, nach 1945 auch in die ganze Tschechoslowakei.
Von 1976 bis 1995 war Brehy Teil der Stadt Nová Baňa.

## Bevölkerung
| Jahr                | 1994 | 2004 | 2014    | 2024    |
| ------------------- | ---- | ---- | ------- | ------- |
| Anzahl der Personen | 0    | 1118 | 1052    | 977     |
| Unterschied         |      | –    | −5,90 % | −7,12 % |

| Jahr                | 2023 | 2024    |
| ------------------- | ---- | ------- |
| Anzahl der Personen | 997  | 977     |
| Unterschied         |      | −2,00 % |

Ergebnisse nach der Volkszählung 2001 (1102 Einwohner):
| Nach Ethnie: - 99,18 % Slowaken - 0,18 % Polen - 0,18 % Tschechen | Nach Konfession: - 86,93 % römisch-katholisch - 6,62 % keine Angabe - 4,72 % konfessionslos - 0,82 % evangelisch - 0,73 % griechisch-katholisch |

## Bauwerke
- römisch-katholische Josephskirche im barock-klassizistischen Stil aus dem Jahr 1786